# ثروت ظالمانه
ثروت ظالمانه (به انگلیسی: Outrageous Fortune) یک فیلم کمدی آمریکایی محصول سال ۱۹۸۷ به نویسندگی لزلی دیکسون به کارگردانی آرتور هیلر با بازی شلی لانگ و بت میدلر است. عنوان فیلم از هملت شکسپیر گرفته شده‌است.

## داستان
لورن ایمز (شلی لانگ) بازیگر حرفه‌ای اما سخت‌گیر سرانجام این فرصت را پیدا کرد که نزد استاد بزرگ تئاتر استانیسلاو کورزنوفسکی (رابرت پروسکی) درس بخواند. سندی بروزینسکی (بت میدلر)، بازیگری خشن و پر سر و صدا، به‌طور اتفاقی تصمیم می‌گیرد که با کورزنوفسکی هم درس بخواند. لورن و سندی زمانی که برای اولین بار در کلاس کورزنوفسکی همدیگر را ملاقات می‌کنند، از یکدیگر بیزار می‌شوند، اما برای یکدیگر ناشناخته، هر دو زن با یک مرد، مایکل سانترز (پیتر کایوتی) آشنا می‌شوند. وقتی مایکل در یک انفجار گاز در یک فروشگاه محلی می‌میرد، لورن و سندی متوجه می‌شوند که مایکل ممکن است مرگ او جعلی باشد، و آنها با هم متحد می‌شوند تا او را پیدا کنند و او را مجبور کنند که بین آنها یکی را انتخاب کند. لورن و سندی در طول تلاش خود توسط مأموران سیا و همچنین قاتلان روسی که به دنبال مایکل هستند تعقیب می‌شوند و …

## باکس آفیس
این فیلم از نظر مالی موفق بود و در رتبه دوم داخلی قرار گرفت و در ایالات متحده نزدیک ۵۳ میلیون دلار فروش کرد.

## بازخورد فیلم
این فیلم نقدهای متفاوتی از سوی منتقدان دریافت کرد. در حال حاضر بر اساس ۲۲ بررسی، امتیاز ۵۰ درصدی را در جمع‌آوری نقد راتن تومیتوز دارد که نشان‌دهنده پاسخ ولرم است. برای اجرای خود، میدلر نامزدی جوایز گلدن گلوب را دریافت کرد.